# Александар Стојановић (продуцент)
Александар Стојановић (Београд, 31. мај 1939 - Београд, 29. октобар 1990) био је југословенски и српски филмски продуцент.

## Биографија
Дипломирао је на Правном факултету у Београду. Током студија је показао велико интересовање за аматерско позориште, а по дипломирању је постао један од најмлађих управника у позоришту на Црвеном Крсту. У статус слободног филмског радника је прешао 1974. године када је основао „Теле филм“ и ту радио до 1976. године.
Године 1976. је прешао у продукцијску кућу Центар филм где је радио као директор продукције филма и ту је потписао знамените филмске наслове попут Мирис пољског цвећа, Специјално васпитање, Национална класа, Петријин венац.
Са групом младих и проверених филмских радника 1980. године покренуо „Арт филм“ који је све до 1990. године активно учествовао у српској и југословенској кинематографији. Био је ово потпуно нови тип продуцентске куће која се о филму бринула од идеје до његове експлоатације како на домаћем, тако и на иностраном тржишту.
Александар Стојановић је постао прототип независног америчког или западноевропског продуцента повезујући на најбољи могући начин захтеве тржишта за жељама аутора, снимајући филмове које је истовремено одликовала велика гледаност и бројне награде на филмским фестивалима.
Активно је учествовао у продукцији 30 домаћих дугометражних филмова, а пружио је шансу младим филмским ауторима не само из Србије, већ и из осталих република бивше СФРЈ.
Био је продуцент у првој копродукцији са Аргентином за филм „Пут на југ“.
Умро је 1990. године у Београду.

## Продукција филмова
| Год.   | Назив                         | Улога             |
| ------ | ----------------------------- | ----------------- |
| 1970-е |                               |                   |
| 1977.  | Специјално васпитање          | директор филма    |
| 1977.  | Мирис пољског цвећа           | директор филма    |
| 1979.  | Национална класа              | директор филма    |
| 1980-е |                               |                   |
| 1980.  | Петријин венац                | директор филма    |
| 1980.  | Мајстори, мајстори            | директор филма    |
| 1982.  | Живети као сав нормалан свет  | извршни продуцент |
| 1982.  | Вариола вера (филм)           | извршни продуцент |
| 1983.  | Друга генерација              | извршни продуцент |
| 1983.  | Балкан експрес                | извршни продуцент |
| 1983.  | Камионџије 2 тв серија        | извршни продуцент |
| 1984.  | Камионџије опет возе          | извршни продуцент |
| 1985.  | Шест дана јуна (филм)         | извршни продуцент |
| 1986.  | Освета (филм из 1986)         | извршни продуцент |
| 1986.  | Лијепе жене пролазе кроз град | извршни продуцент |
| 1987.  | Заљубљени                     | извршни продуцент |
| 1987.  | Већ виђено                    | извршни продуцент |
| 1988.  | Пут на југ                    | извршни продуцент |
| 1989.  | Сабирни центар                | извршни продуцент |
| 1990-е |                               |                   |
| 1991.  | Заборављени                   | директор серије   |